# تشارلز مورغان (سياسي)
تشارلز مورغان (بالإنجليزية: Charles Morgan)‏ هو كاتب عدل ‏ وسياسي أسترالي، ولد في 27 يناير 1897 في أستراليا، وتوفي في 27 نوفمبر 1967. حزبياً، نشط في حزب العمال الأسترالي. وقد انتخب عضو مجلس النواب الأسترالي عن دائرة Division of Reid ‏ (10 ديسمبر 1949 – 22 نوفمبر 1958) وانتخب عضو مجلس النواب الأسترالي عن دائرة Division of Reid ‏ (21 سبتمبر 1940 – 28 سبتمبر 1946).